# Dikbekpapegaaiduif
De dikbekpapegaaiduif (Treron curvirostra) is een vogel uit de familie Columbidae (duiven).

## Verspreiding en leefgebied
Deze soort komt wijdverspreid voor in zuidelijk Azië en telt negen ondersoorten:
- T. c. nipalensis: van centraal Nepal en noordoostelijk India via Myanmar tot zuidelijk Indochina.
- T. c. hainanus: Hainan (nabij zuidoostelijk China).
- T. c. curvirostra: Maleisië en Sumatra.
- T. c. haliplous: Simeulue (nabij noordwestelijk Sumatra).
- T. c. pegus: Nias (nabij westelijk Sumatra).
- T. c. smicrus: Sipora, Siberut en Batu (nabij westelijk Sumatra).
- T. c. hypothapsinus: Enggano (nabij zuidwestelijk Sumatra).
- T. c. nasica: Borneo.
- T. c. erimacrus: Balabac, Palawan, Mindoro (Filipijnen).